# ザ!激闘!大家族!!
『ザ!激闘!大家族!!』（ザ!げきとう!だいかぞく!!）は、TBS系列全国ネットで放送（ただしテレビ山口除く）されたテレビ番組。2002年7月20日から9月21日まで毎週土曜19:00 ‐ 19:56（JST）に放送された。

## 概要
当初『筋肉番付』の打ち切りによる穴埋めで9月まで放送予定であった『CDTVゴールド』に代わり急遽レギュラー放送された番組で、後に2時間特番としても放送された。 レギュラー放送時の司会はえなりかずきとTBSアナウンサーの安住紳一郎が担当。
中でもO家（一般人の名前）を取り上げた放送は大反響を呼んだ。母親代わりの娘と兄弟、父親で母親を探し生活するというドキュメンタリー番組でもある。シリーズ終了時に長女が母親のことを赤裸々に語った『まっすぐに』を出版し、まずまずの売り上げをみせた。ただしO家の取り上げ方に関しては、放送後「美化しすぎている」などのバッシングを一部のマスコミから受けたが、あくまで特番として一回だけの放送だったこともありすぐに沈静化した。